# The Fighting Temptations
The Fighting Temptations è un film statunitense del 2003 del regista Jonathan Lynn con Cuba Gooding Jr. e Beyoncé.

## Trama
Tornato nella cittadina natale di Montecarlo, in Georgia, per rivendicare l'eredità della zia Sally, il pubblicitario newyorkese Darrin Hill scopre che, prima di poter incassare il denaro, dovrà esaudire l'ultimo desiderio dell'anziana parente: creare un coro gospel e condurlo al successo. Ma in città i potenziali cantanti scarseggiano e Darrin è sul punto di arrendersi e rientrare a New York quando incontra Lilly, un'affascinante cantante che si esibisce nei nightclub, che vive con il nonno ed il figlioletto, ma che è malvista dalla comunità per il suo lavoro e per aver avuto un figlio senza essere sposata.
Dopo un'iniziale diffidenza di lei ed il tentativo di screditarlo da parte di una donna molto influente nella comunità, Darrin saprà conquistare il cuore della ragazza e far cambiare idea alle donne della cittadina sul conto di Lilly e porterà al successo il coro, come avrebbe voluto la zia.

## Critica
Il film ha ricevuto durante l'edizione dei Razzie Awards 2003 una candidatura come Peggior attore per Cuba Gooding Jr..

## The Fighting Temptations (Music From The Motion Picture)
La colonna sonora del progetto è uscita il 9 settembre 2003.

### Tracce
1. Beyoncé, Missy Elliott, MC Lyte & Free – Fighting Temptation – 3:51 (testo: Melissa Elliott, LaShaun Owens, Karriem Mack, Lana Moorer, Marie Wright, Jonathan Burks, Walter Murphy, Gene Pistilli)
2. Destiny's Child – I Know – 3:43 (testo: Beyonce Knowles, Jully Black, Owens, Mack, Corte Ellis)
3. Eddie Levert & Angie Stone – Rain Down – 3:27 (testo: Rex Rideout, David Harper, Terri Harper)
4. T-Bone, Lil Zane, & Montell Jordan – To Da River – 4:12 (testo: Louis Brown, Scott Parker)
5. Ann Nesby – I'm Getting Ready – 3:15 (testo: Shirley Caesar)
6. Ann Nesby & Shirley Caesar – The Stone – 1:53 (testo: Caesar)
7. Faith Evans – Heaven Knows – 5:43 (testo: Pete Bellotte, Giorgio Moroder, Donna Summer, Mathieson Gregory Richard)
8. Beyoncé – Fever – 4:32 (testo: John Davenport, Eddie Cooley, Peggy Lee (uncredited))
9. Beyoncé & Bilal – Everything I Do – 4:22 (testo: James Harris III, Terry Lewis, Wright)
10. The O'Jays – Loves Me Like A Rock – 2:26 (testo: Paul Simon)
11. Beyoncé – Swing Low, Sweet Chariot – 2:05 (testo: Wallace Willis)
12. Beyoncé & Walter Williams Sr. – He Still Loves Me – 4:22 (testo: Harris III, Lewis, Wright)
13. Beyoncé, Angie Stone & Melba Moore – Time To Come Home – 3:52 (testo: B. Knowles, Harris III, Lewis, Wright)
14. Solange Knowles & Papa Reu – Don't Fight The Feeling – 3:07 (testo: Solange Knowles, Pharrell Williams, Rueben Nero, Derek Edwards)
15. Beyoncé & Diddy – Summertime – 3:54 (testo: B. Knowles, Angela Beyincé, Adonis Shropshire, Sean Combs, Varick Smith, Mario Winans, Stevie J, Steven Jordan)